# بوستان ساحلی سورو
 بوستان ساحلی سورو نام بوستانی در محله سورو در ساحل شهر بندرعباس مرکز استان هرمزگان است. 
بوستان ساحلی سورو 30 هزار مترمربع و فضای سبز آن 12 هزار مترمربع می‌باشد. شهردار بندرعباس با اشاره به امکانات تفریحی موجود در این بوستان اظهار داشت: مسیر دوچرخه سواری و پیاده‌روی7 هزار مترمربع در این فضا تعبیه شده است. بوستان ساحلی سورو دارای امکاناتی نظیر فضای بازی کودکان، میز و نیمکت سنگی می‌باشد و  درختانی نظیر نارگیل، نخل زینتی، خرما، سیکاس، ختمی دریایی، گارم زنگی، پلومریا، مشعل جنگل این بوستان ساحلی را از دیگر بوستان‌های سطح شهر متمایز کرده است.